# Булонь — Пон-де-Сен-Клу (станция метро)
Булонь — Пон-де-Сен-Клу (фр. Boulogne - Pont de Saint-Cloud) — конечная станция линии 10 Парижского метрополитена, расположенная в коммуне Булонь-Бийанкур департамента О-де-Сен. Названа по мосту Сен-Клу, связывающего эту коммуну с коммуной Сен-Клу, расположенной на противоположном берегу Сены. 

## История
- Станция открылась 2 октября 1981 года при продлении линии 10 на один перегон на запад.
- Пассажиропоток по станции по входу в 2011 году, по данным RATP, составил 2 900 015 человек[2]. В 2012 году на станцию вошли 2 992 019 пассажира[3], а в 2013 году этот показатель составил 3 033 621 человек (176 место по уровню входного пассажиропотока в Парижском метро)[4]

## Путевое развитие
Перед въездом на станцию расположены пошёрстный и противошёрстный съезды. Сами станционные пути упираются в тупики, расположенные прямо в западном торце станции.

## Галерея

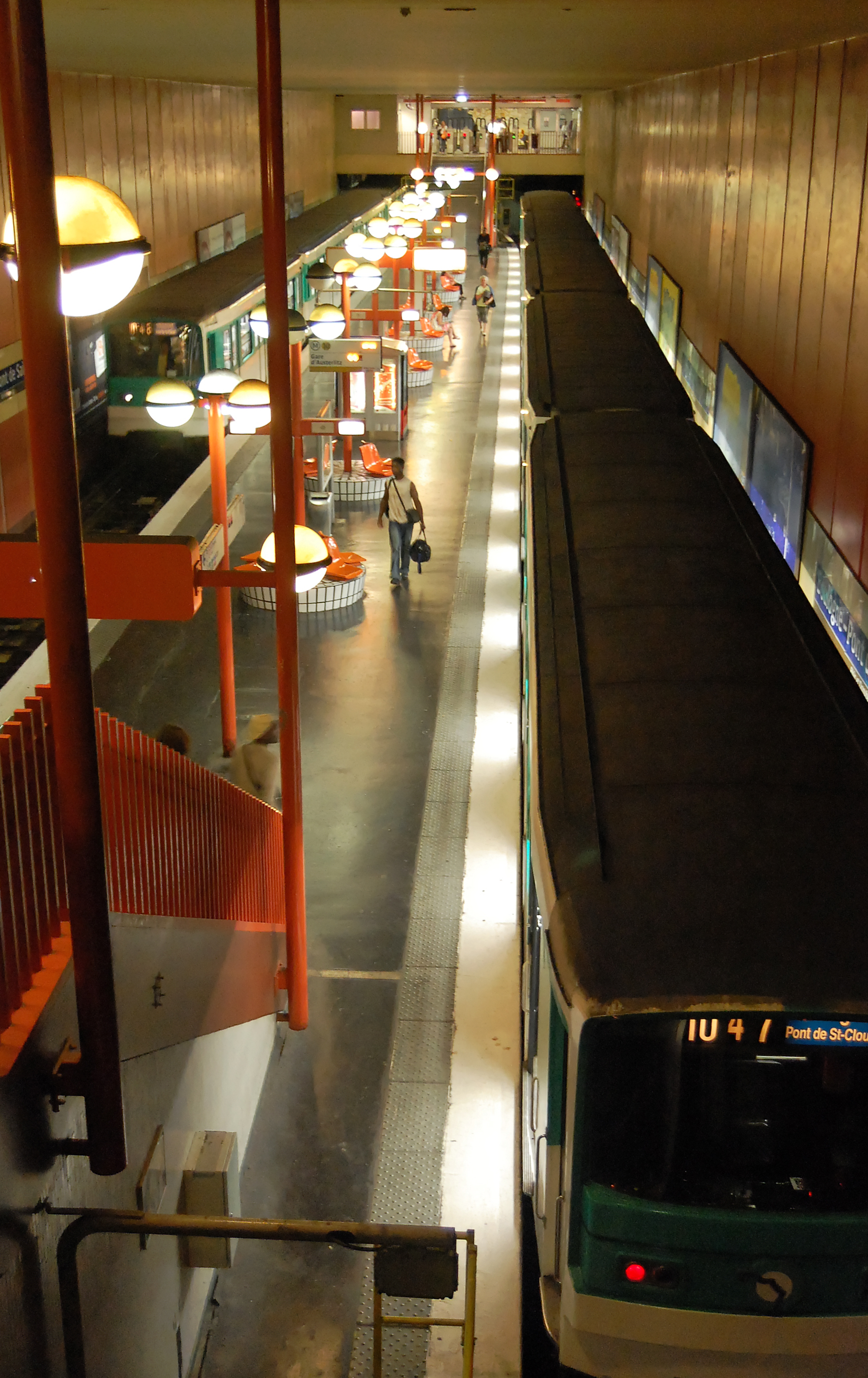
Платформа